# 홍지만
홍지만(洪志晩, 1968년 2월 1일~)은 대한민국의 언론인이었으며, 제19대 국회의원을 지낸 정치인이다.

## 생애
경상북도 성주군에서 태어나 대구광역시에서 동덕초등학교, 대륜중학교, 덕원고등학교 졸업과 연세대학교 철학과 학사 학위를 거쳐 연세대학교 국제학대학원을 석사 학위하였다.
1993년 SBS에 기자로 입사하였다. 사회부, 기동취재부, 국제부 등을 거쳐 2000년에는 남태평양의 피지 현지 특파원으로 근무하였으며, 911테러 이후 아프가니스탄의 종군 기자와 1993년부터는 경제부로 부서를 옮기고 같은 해 SBS 8 뉴스의 주말 앵커 활동을 시작하여 2년간 진행을 담당하였다.
2004년 10월 16일부터는 아침뉴스 프로그램인 출발! 모닝와이드의 평일 1,2부 진행 앵커로 활동하다가 제18대 총선 출마를 계기로 2008년 1월 11일 진행을 끝으로 프로그램에서 하차하여 동시에 SBS에서 퇴사하였다.
2008년 4월 9일 제18대 총선에서 대구광역시 달서구 갑 선거구에 한나라당 후보로 공천을 받아 총선에 출마하였는데, 공천 과정에서 경쟁 상대이자 17대 달서구 갑 국회의원이었던 박종근은 이에 반발해 한나라당을 탈당하여 친박연대에 입당하게 된다. 18대 총선 투표에서 박종근에게 패해 낙선하였다. 낙선 후에는 한나라당 대구광역시 달서구 甲 지역 당협위원장을 맡았다.
2012년 4월 11일 제19대 총선에서 대구광역시 달서구 갑(성서권)에 새누리당 후보로 출마하여 당선되었다. 당선 후 새누리당의 원내부대표단에 합류했으며, 이듬해 5월 원내대변인에 임명됐다. 제19대 국회의원 시절 국회 산업통상자원위원회, 국회 운영위원회, 국회 예산결산특별위원회 위원 등을 거쳐 국회의원연구단체인 국회 서민중소기업발전포럼의 대표의원을 맡았다.
유승민계에 있었던 그는 당시 당 내 계파 갈등이 심각해진 상황에서 제20대 총선을 앞두고 곽대훈에게 밀려 컷오프되어 자유한국당(구 새누리당) 소속으로 출마하지 못했다. 그럼에도 당에는 잔류했다.

## 학력
- 대구동덕국민학교 졸업
- 대륜중학교 졸업
- 덕원고등학교 졸업
- 연세대학교 문과대학 철학과 학사
- 연세대학교 국제학대학원 정치학 석사

## 경력
- 1993.11 ~ 2008.02: SBS 입사
- SBS 사회부 기자
- SBS 기동취재부 기자
- SBS 국제부 기자
- SBS 경제부 기자
- 1993.01 ~ 2004.01: SBS 뉴스 앵커
- 2004.09 ~ 2009.09: 한나라당 중앙당 부대변인
- 2004.10 ~ 2009.08: 성균관대학교 교육대학원 초빙교수
- 한나라당 중앙당 정보부위원장
- 한나라당 대구광역시당 달서구 갑 당원협의회 위원장
- 한나라당 상임위원
- 2004.10 ~ 2010.10: 한나라당 국민통합특별위원회 위원
- 2009.12 ~ 2010.12: 미국 듀크대학교 객원연구원
- 2011.09 ~ 2011.12: 한나라당 중앙당 부대변인
- 2012.04 ~ 2012.05: 제1차 새누리당 전당대회 준비위원회 대변인
- 2012년 4월 11일: 대한민국 제19대 국회의원 선거 당선(대구 달서구 갑, 새누리당, 초선)
- 2012.05 ~ 2014.05: 새누리당 원내부대표
- 2012.05 ~ 2014.05: 새누리당 원내대변인
- 2012.05 ~ 2016.05: 제19대 국회의원 (대구 달서구 갑, 새누리당, 초선)
- 2012.07 ~ 2014.05: 제19대 국회 운영위원회 위원
- 2013.04 ~ 2016.05: 제19대 국회 산업통상자원위원회 위원
- 2012.09 ~ 2012.12: 새누리당 대선 공보단 공보위원
- 2012. 05 ~ 2016.05: 새누리당 대구광역시당 달서구 갑 당원협의회 위원장
- 2012. 11 ~ 2012. 12: 제18대 대통령 선거 새누리당 박근혜 대통령 후보 중앙선거대책위원회 조직본부 3040 특별본부장
- 2012. 11 ~ 2012. 12: 제18대 대통령 선거 새누리당 박근혜 대통령 후보 재외선거대책위원회 부위원장
- 새누리당 전임위원
- 자유한국당 행정위원
- 2018.01 ~ 2018.09: 자유한국당 서울특별시당 영등포구 갑 당원협의회 위원장
- 2018.02 ~ 2019.02 : 자유한국당 김성태→나경원 원내대표 비서실장 겸 당 대변인
- 2018.08 ~ 2019.06 : 자유한국당 홍보본부장
- 2019.12 ~ 2020.03 : 제21대 국회의원 선거 경북 고령군·성주군·칠곡군 자유한국당→미래통합당 국회의원 예비후보
- 2021.08 ~ 2021.11 : 제20대 대통령 선거 국민의힘 홍준표 대통령 경선후보 jp희망캠프 특보단 정무특보
- 2021.12 ~ 2022.01: 제20대 대통령 선거 국민의힘 살리는 선거대책위원회 직능총괄본부 직능지원단 미디어산업지원본부장
- 2022.01 ~ 2022.03: 제20대 대통령 선거 국민의힘 윤석열 대통령 후보 선거대책본부 직능본부 직능지원단 미디어산업지원본부장
- 2022.05 ~ 2022.08: 대통령비서실 정무수석실 정무1비서관
- 2023.03 ~ 2027.12: 주택도시보증공사 감사위원회 상근감사위원
- 2027.12 ~ 현재 : SBS 전무이사

## SBS재직시절 진행 프로그램
- SBS 8 뉴스(주말 진행, 2002년 4월 6일 ~ 2004년 2월 28일)
- 출발! 모닝와이드(평일 1,2부 뉴스, 2004년 10월 11일 ~ 2008년 1월 11일)

## 드라마하늘이시여관련
하늘이시여에서 극 중 주연급으로 등장하는 구왕모(이태곤 분)는 실제로 홍지만 전 앵커를 모델로 한 배역이다. 또한 실제로 극 중 아침뉴스 진행에 있어서도 홍지만이 특별출연하여, 후임인 '구왕모'에게로 넘기는 상황을 연출하기도 하였다.

## 역대 선거 결과
|  | 42.49% |

|  | 56.75% |

## 소속 정당
| 소속 정당 | 소속 정당  | 소속 기간 | 비고      |
| --------- | ---------- | --------- | --------- |
|           | 한나라당   | 2008~2012 | 정계 입문 |
|           | 새누리당   | 2012~2017 | 당명 변경 |
|           | 자유한국당 | 2017~2020 | 당명 변경 |
|           | 미래통합당 | 2020      | 합당      |
|           | 국민의힘   | 2020~2022 | 당명 변경 |
|           | 무소속     | 2022      | 탈당      |
|           | 국민의힘   | 2022~현재 | 복당      |

## 같이 보기
- 달서구 갑
- 대구 달서구의 국회의원